# Suis-je un meurtrier ?
Suis-je un meurtrier ? est le titre du journal tenu par Calel Perechodnik, policier juif du ghetto d'Otwock, pendant l'année 1943, publié pour la première fois en 1993.

## Auteur
Calel Perechodnik, formé à l'agronomie en France, membre du groupe sioniste Betar et patriote polonais, signe en février 1941, à 25 ans, un contrat d'engagement auprès de la police juive du ghetto d'Otwock, au sud-est de Varsovie. Il contribue en août 1942 au rassemblement de 8 000 Juifs du ghetto, préalable à leur déportation et extermination. Convaincu que sa famille serait épargnée, il doit cependant assister au départ de sa femme Anka et de sa fille Alinka, âgée de 2 ans, vers le centre d'extermination de Treblinka. Déporté lui-même dans un camp de travail, il parvient à se cacher avec sa mère dans un appartement du quartier polonais de Varsovie, à partir de décembre 1942 ; il meurt dans des circonstances incertaines en octobre 1944,.

## Composition
Calel Perechodnik intitule son journal Histoire d'une famille juive pendant l'occupation allemande. La première entrée est datée du 7 mai 1943, la dernière du 23 octobre 1943.
L'auteur parvient à transmettre son texte à un ami polonais, Władysław Błaźewski, qui le remet après-guerre à son frère rescapé, qui réside en Israël.

## Éditions
- (pl) Calel Perechodnik et Paweł Szapiro (dir.), Czy ja jestem mordercą?, Varsovie, Karta, 1993, 272 p. (ISBN 9788390067612, Czy ja jestem mordercą? sur Google Livres ).
- Calel Perechodnik (trad. Aleksandra Kroh et Paul Zawadzki, préf. Annette Wieviorka et Jacques Burko), Suis-je un meurtrier ?, Paris, Liana Levi, 1995, 313 p. (ISBN 978-2867461248).
- (en) Calel Perechodnik et Frank Fox (traducteur), Am I A Murderer ? : Testament Of A Jewish Ghetto Policeman, Westview Press, 1996, 288 p. (ISBN 978-0813327020).
- (pl) Calel Perechodnik et David Engel (nouvelle édition, davantage fidèle au manuscrit), Spowiedź, Institut historique juif et Ośrodek Karta, 2016 (ISBN 978-83-64476-55-6).
- (en) Calel Perechodnik et Frank Fox (traducteur), Am I A Murderer ? : Testament Of A Jewish Ghetto Policeman, Routledge, 2019, 288 p. (ISBN 9780429720871, Am I A Murderer ? sur Google Livres ).

La découverte d'une copie authentique du manuscrit conservée à Jérusalem jette un doute sur la complète authenticité de l'exemplaire conservé à l'Institut historique juif de Varsovie (l'actuel Institut Emanuel Ringenblum), d'abord reconnu pendant des décennies comme la seule version survivante des mémoires, et qui a inspiré les premières éditions du journal. Une nouvelle édition reflète plus fidèlement le texte original. La controverse met en lumière les défis de l'édition et de l'utilisation des journaux intimes et des mémoires,.

## Recensions et critiques
Antoine de Gaudemar estime que l'ouvrage est une « confession sans complaisance ni apitoiement d'un Juif polonais qui, sous la contrainte, participa à la machine d'extermination nazie ». Pour Bertrand Leclair, il s'agit « d’une œuvre brûlante et dérangeante, […] une œuvre capitale parce que au-delà du journal d’un Juif polonais enrôlé dès 1941 dans la police du ghetto d’Ostwock, c’est la dénonciation désemparée, féroce et sans concession du renoncement qui est faite ».
L'historienne Annette Wieviorka, réfléchissant au point de vue de l'historien sur les témoignages, indique que la plupart des témoins écrivent à partir de 1942,  « au moment où les gens ont senti qu’il n’y aurait pas de survie, ils ont voulu laisser une trace. Aucun être humain n’a envie de disparaître sans laisser de trace. Carel Perechodnik le dit très clairement : je n’ai plus d’enfant, c’est mon enfant de papier qui remplace mon enfant de chair ».